# Marta Torrejón
Marta Torrejón Moya (Mataró, 27 februari 1990) is een Spaans voetbalster die bij voorkeur als centrumverdediger speelt. Ze verruilde in 2013 RCD Espanyol Femenino voor FC Barcelona Femení. Torrejón debuteerde in 2007 in het Spaans vrouwenelftal. Daarnaast studeert ze Biologie aan de Universiteit van Barcelona. Haar broer Marc Torrejón is eveneens voetballer.

## Clubcarrière
Torrejón speelde in de jeugdelftallen van CF Salesians (1998–2001) en RCD Espanyol (2001–2004). In 2004 maakte ze haar debuut in het eerste elftal van Espanyol. Met deze club won Torrejón in 2006 de landstitel en viermaal de Copa de la Reina (2006, 2009, 2010, 2012). In 2013 maakte ze de overstap naar FC Barcelona. Met Barça werd Torrejón opnieuw landskampioen (2013, 2014, 2015) en bekerwinnaar (2013, 2014).

## Interlandcarrière
Torrejón debuteerde in november 2007 tegen Engeland in het Spaans nationaal elftal. Ze was basisspeler op het EK 2013. In 2015 behoorde ze tot de Spaanse selectie voor het WK in Canada. Torrejón startte in alle drie de wedstrijden van Spanje in de basis. In 2017 won Torrejón met Spanje de Algarve Cup. In juni 2017 werd ze Spaans recordinternational met 72 interlands. In een oefenwedstrijd tegen Brazilië streefde Torrejón Arantza del Puerto voorbij. In juli 2017 speelde ze op het Europees kampioenschap in Nederland. Op dit toernooi was Torrejón aanvoerder en ze bereikte met Spanje de kwartfinales.
Torrejón speelt daarnaast voor het Catalaans elftal.

## Onderscheidingen
Torrejón werd in 2011 uitgeroepen tot beste Catalaanse voetbalster tijdens het eerste Gala de les Estrelles.
1: Gallardo ·
2: Jiménez ·
3: Ouahabi ·
4: Paredes ·
5: Andrés ·
6: Losada ·
7: Corredera ·
8: Torrejón ·
9: Caldentey ·
10: Hermoso ·
11: Putellas · 12: Guijarro · 13: Paños · 14: Torrecilla · 15: Meseguer · 16: León · 17: L. García · 18: Bonmatí · 19: Sampedro · 20: Pereira · 21: Falcón · 22: N. García · 23: Quiñones · Coach: Vilda